# Адаул
Адаул — абхазский народный музыкальный ударный инструмент.
Сигнальный инструмент в виде одностороннего барабана. Его деревянный гнутый каркас из драни с натянутой мембраной из бараньей или телячьей кожи. Кожу предварительно выдерживали в воде, а потом сушили на солнце.
Изготавливается адаул из драни. Мембраны адаула из телячьей или бараньей кожи.
Родственные инструменты - дхол, давул.

## Обрядовая культура
Часто во время застолья одна песня сменяет другую, нередко песня переходит в танец, где пение сопровождается хлопками, иногда одновременно с акьапкьап (трещотка) или ударами об стол подручных инструментов—стакана, тарелки, бутылки., если есть гармонь или аккордеон, то, когда они вступают в паре с адаул (барабан), пение обычно прекращается, а после долгого танца оно вновь может продолжаться а капелла. И таким образом, застольное музыкальное творчество абхазов приобретает форму сюиты.
Очень часто используется на свадьбах. С приводом невесты песни исполнялись без сопровождения и только с началом плясок включались народные инструменты: гармошка, барабан (адаул), апхьарца (струнный инструмент), трещотка (аинкьага), ачамгур и другие. Как правило, чаще всего в обряде инструменты использовались при исполнении историко-героических и шуточных песен, которые звучали на свадьбе.  

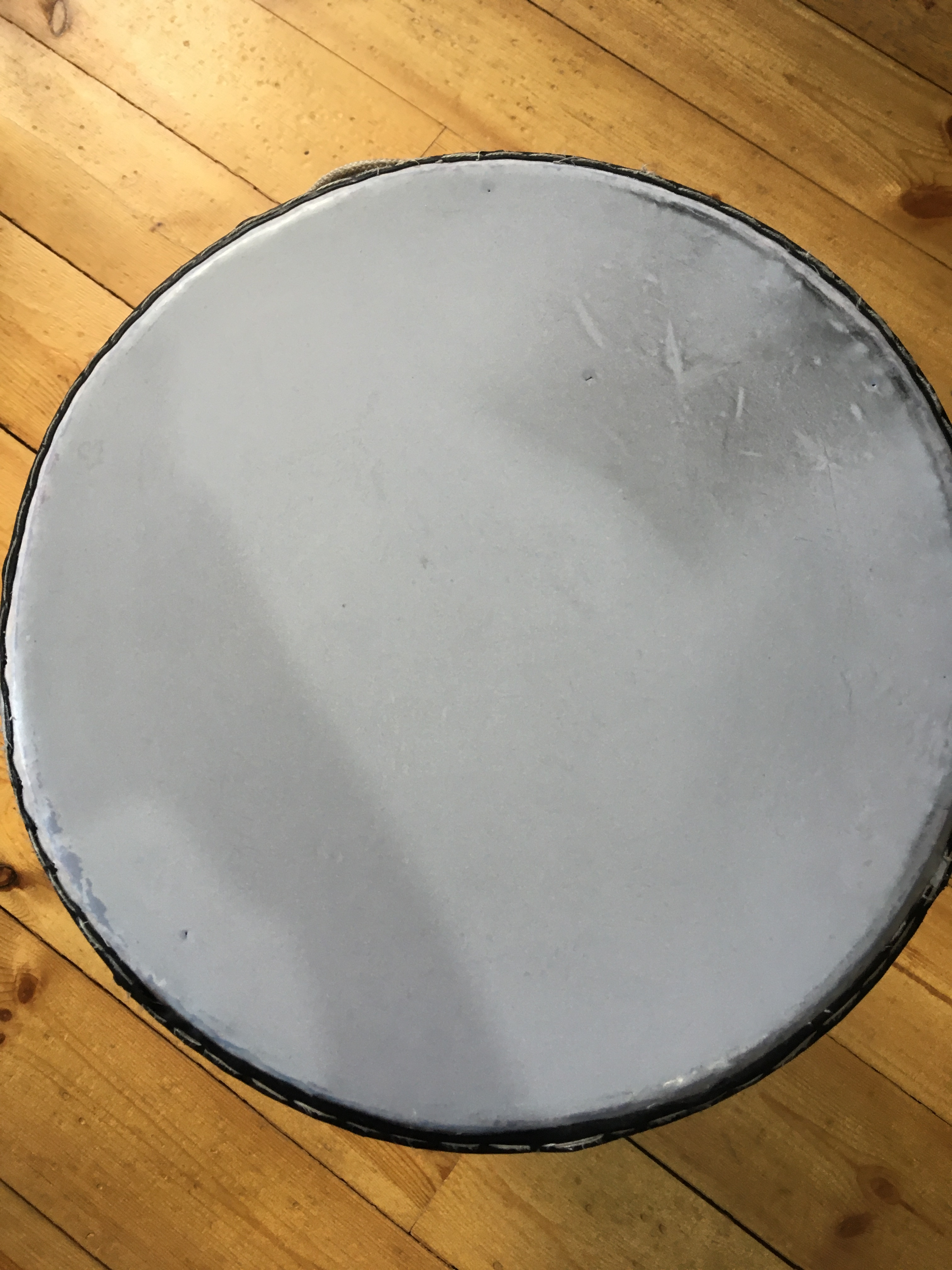

## Инструментальные коллективы
В современной Абхазии существует одноименной инструментальный ансамбль «Адаул», руководитель заслуженный артист Абхазии Еснат Сангулия.
Также на адауле играет в вокально-инструментальной ансамбле "Гунда".